# Xica da Silva
Pour plus de détails, voir Fiche technique et Distribution.
Xica da Silva (diminutif de Francisca / Françoise de la forêt, en portugais) est un film brésilien réalisé par Carlos Diegues, sorti en 1976.

## Synopsis
Au XVIIIe siècle, l'histoire de Xica da Silva, une esclave noire, qui fut la maîtresse de João Fernandes de Oliveira (1720-1779), détenant le monopole de l’extraction du diamant, dans la région du Minas Gerais.

## Fiche technique
- Titre français : Xica da Silva
- Réalisation : Carlos Diegues
- Scénario : Carlos Diegues et Antonio Callado d'après João Felicio dos Santos
- Musique (chanson Xica da Silva) : Jorge Ben Jor, Roberto Menescal
- Pays d'origine : Brésil
- Format : Couleurs - 35 mm - 1,37:1 - Mono
- Genre : biopic sentimental
- Durée : 107 minutes
- Date de sortie : 1976

## Distribution
- Zezé Motta : Xica da Silva
- Walmor Chagas : Commandant João Fernandes
- Altair Lima : intendant
- Elke Maravilha : Hortência
- Stepan Nercessian : José
- Rodolfo Arena : Sargento-Mor
- José Wilker : le comte de Valadares
- Marcus Vinícius : Teodoro
- João Felicio dos Santos : Pároco
- Dara Kocy : Zefina
- Adalberto Silva : Cabeça
- Julio Mackenzie : Raimundo
- Beto Leão : Mathias
- Luis Motta : Taverneiro
- Paulo Padilha : Ourives

## Autour du film
C'est la première fois dans le cinéma brésilien qu'une actrice noire est la principale protagoniste d'une histoire, par ailleurs inspirée de faits réels.